# Rosa Porten

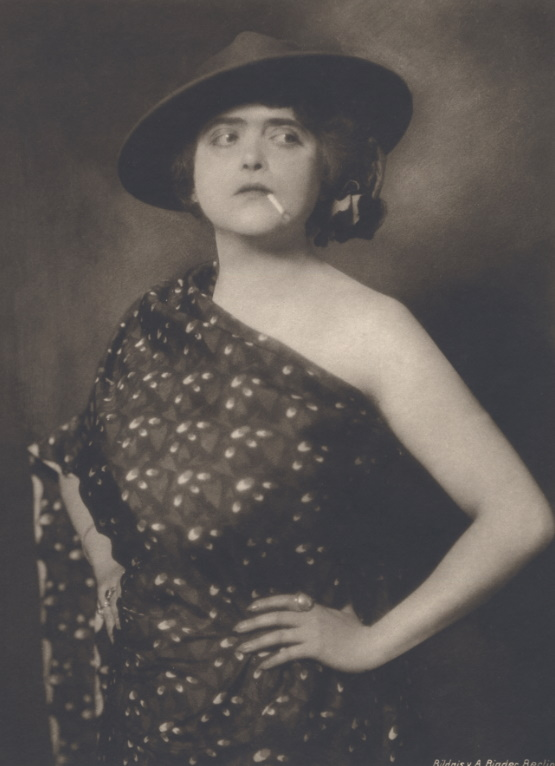

Rosa Porten (Düsseldorf, 19 februari 1884 - München, 7 mei 1972) was een Duitse actrice, filmregisseuse, scenarioschrijfster en wordt gerekend tot de vooruitstrevende vrouwelijke pioniers van de stomme film in Duitsland.

## Biografie
Rosa Porten werd geboren als oudste dochter van Franz Porten, operazanger en regisseur, en Vincenzia Porten in Düsseldorf. Zij heeft een jongere zus, Henny Porten, die later een beroemde en geliefde stille filmster werd, en een jongere broer Fritz Porten.

## Carrière
Haar eerste optreden voor de camera had Rosa Porten samen met haar zuster Henny in Meissner Porzellan, een zo genoemd "Tonbild" dat haar vader Fritz in opdracht van de Messter-Projektion-GmbH ensceneerde.

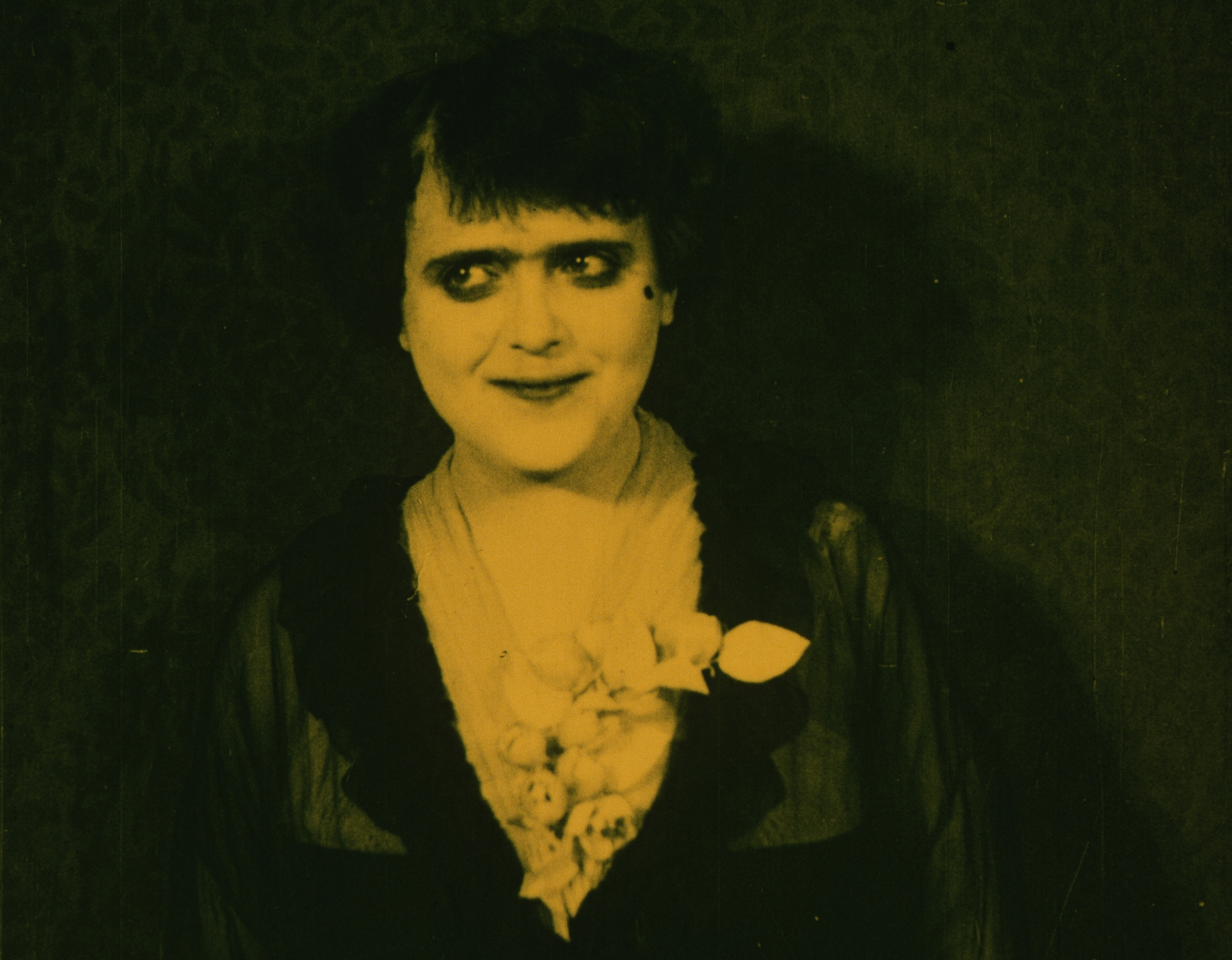
Rosa Porten als Stella Orlanda in de film Der neueste Stern vom Variété (1917).

In 1910 schreef Porten haar eerste scenario voor Das Liebesglück der Blinden waarin haar zus Henny tevens haar eerste hoofdrol heeft. Rosa Porten schreef daarna nog meerdere scenario's voor de Messter-Projektion-Gmbh, waar zij ook vaak tegelijkertijd acteerde. Haar films waren vaak komedies met een luchtige en ondeugende humor en de verhaallijn gaat vaak over (sterke) vrouwen. Tussen 1916 en 1918 schreef, acteerde en/of regisseerde zij (onder ander samen met haar echtgenoot Franz Eckstein) zeker 18 films voor de Treumann-Larsen-Filmvertriebs-GmbH, een filmproductiebedrijf van actrice Wanda Treumann, haar man Karl Treumann en acteur Viggo Larsen. Begin van de 1920er jaren werkten Porten en Franz Eckstein samen voor de National-Film AG in Berlijn. Dit engagement stopte halverwege de jaren twintig, onder ander doordat haar onderwerpen niet meer bijdetijds werden gevonden. Ze trokken zich terug in hun huis in Pommeren, waar zij na eigen zeggen gelukkig leefden tot Franz Ecksteins dood in februari 1945 en de intocht van het Russische leger enkele maanden later. Rosa Porten vluchtte naar München, waar zij tot haar dood in 1972 voor diverse kranten, omroepen en voor de film schreef.

## Privéleven
Porten was getrouwd met Franz Eckstein, net als Rosa Porten acteur, scenarioschrijver en regisseur. Samen hebben ze in de 10er en 20er jaren van de 20ste eeuw talrijke scenario's geschreven en films geregisseerd. Dat deden ze onder het pseudoniem Dr. R. Portegg.
Na haar vlucht uit Pommeren leefde zij als Therese Eckstein in Pullach im Isartal.

## Filmografie
De volgende lijst is alleen een kleine keuze van Rosa Portens films.
- 1906: Meißner Porzellan (actrice)
- 1906: Apachentanz (actrice)
- 1908: Funiculi-Funicula (actrice)
- 1908: Die kleine Baronesse (actrice)
- 1910: Das Geheimnis der Toten (actrice)
- 1911: Das Liebesglück der Blinden (scenario)
- 1915: Abgründe (scenario)
- 1915: Das große Schweigen (scenario)
- 1916: Die Wäscher-Resl (actrice, scenario, regie)
- 1916: Komtess Else (scenario)
- 1916: Der Konkneipant (scenario, regie)
- 1917: Die nicht lieben dürfen (actrice, scenario, regie)
- 1917: Die Erzkokette (actrice, scenario, regie)
- 1917: Gräfin Maruschka (actrice, scenario, regie)
- 1917: Der neueste Stern vom Variete (actrice, scenario, regie)
- 1917: Das Opfer der Yella Rogesius (regie)
- 1918: Ihr Junge (actrice, scenario)

- 1918: Erste Liebe (actrice, scenario, regie, camera)
- 1918: Der Trompeter von Säckingen (scenario)
- 1918: Die Augen der Schwester (actrice, scenario)
- 1918: Ihr laßt den Armen schuldig werden (actrice, scenario)
- 1918: Die Film-Kathi (actrice, regie)
- 1920: Das Drama von Glossow (scenario)
- 1920: Auri sacra fames (actrice, scenario)
- 1921: Durch Liebe erlöst (scenario)
- 1921: Du bist das Leben (scenario)
- 1921: Die Hexe (scenario)
- 1921: Lotte Lore (scenario)
- 1924: Die Schmetterlingsschlacht (scenario)
- 1925: Hedda Gabler (scenario)
- 1927: Das Mädchen aus der Fremde (scenario)
- 1927: Die Heiratsfalle (scenario, regie)
- 1950: Land der Sehnsucht (actrice)

- Gemeinsame Normdatei: 127913297
- International Standard Name Identifier: 0000 0000 1877 0768
- Library of Congress Control Number: no2020017804
- Virtual International Authority File: 373144782721406184139